# Mendocino (Kalifornia)
Mendocino – jednostka osadnicza w Stanach Zjednoczonych, w stanie Kalifornia, w hrabstwie Mendocino.